# Addis Abeba

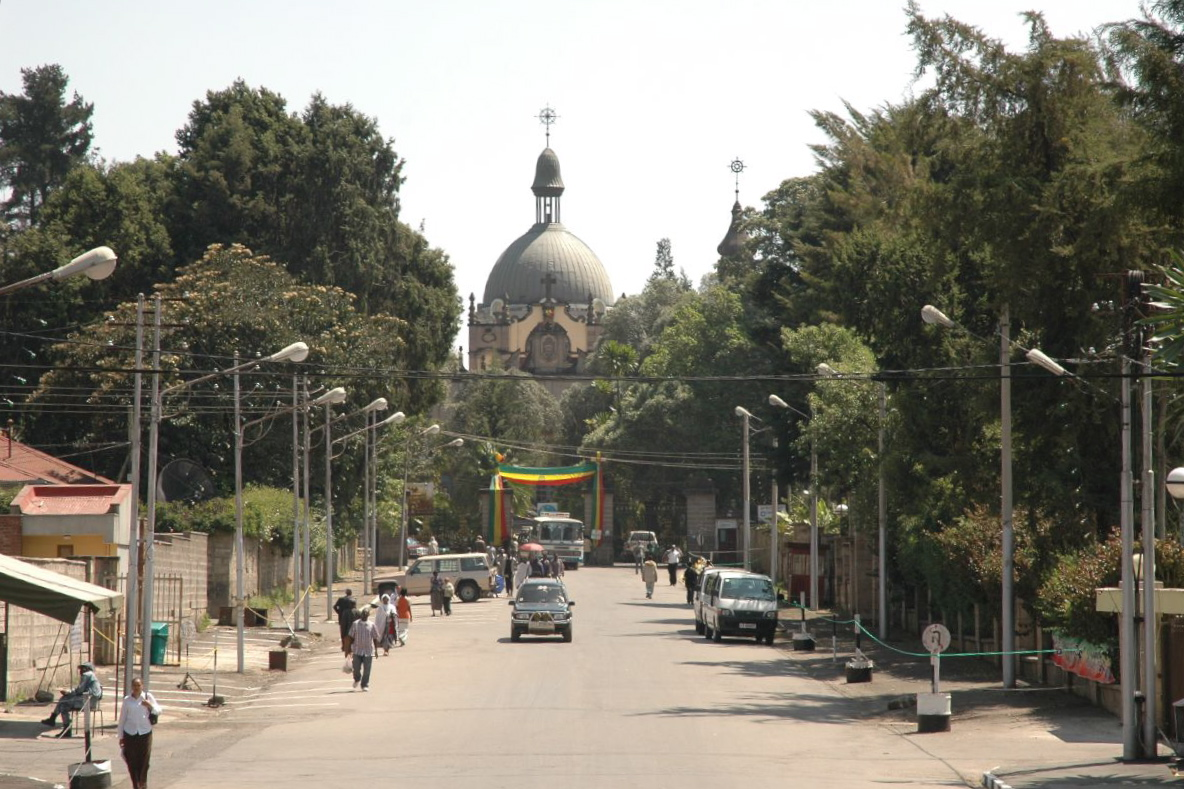
Bulvár a Katedrála Nejsvětější Trojice(Addis Abeba)

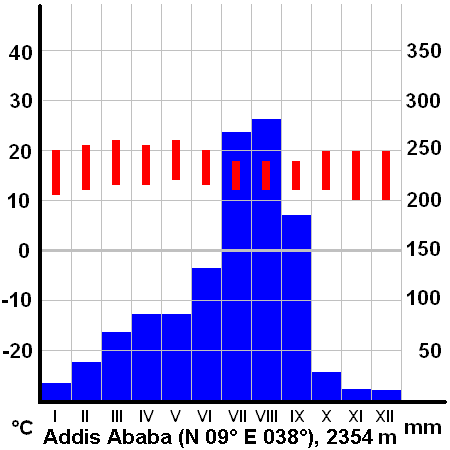
Průměrné měsíční teploty a úhrny srážek

Addis Abeba (amharsky nový květ) je hlavní město Etiopie. Místo pro výstavbu hlavního města vybrala císařovna Taytu Betul. Založeno bylo roku 1886 jejím manželem Menelikem II. a dnes počet jeho obyvatel dosahuje 5,7 milionu(2024) (2,3 milionu podle sčítání obyvatel z roku 1994). Město leží v nadmořské výšce nad 2360 m na úpatí hory Entoto. Průměrná roční teplota je 16 °C; pohybuje se mezi 15 °C (prosinec) a 18 °C (květen). Roční úhrn srážek činí 1220 mm. V Addis Abebě a okolí bylo vysázeno množství blahovičníků, které díky rychlému růstu poskytují stín a jsou také zdrojem palivového a stavebního dříví. Pitnou vodu a elektrickou energii město získává především z přehrady Koka na řece Awaš. 
Roku 1936 byla okupována italskými vojsky. Oběti invaze připomíná pomník Yekatit 12.
V Addis Abebě sídlí několik významných úřadů. Organizace africké jednoty, která zde byla v roce 1963 založena, měla ve městě svůj sekretariát. Dnes zde sídlí Komise Africké unie. V Addis Abebě rovněž sídlí Ekonomická komise OSN pro Afriku. Mezi místní pamětihodnosti patří centrální náměstí Meskel, katedrály svatého Jiří a Nejsvětější Trojice, Menelikův palác, divadlo Hager Fikir, národní muzeum a obrovské tržiště Mercato, označované s rozlohou 60 km² za největší v Africe. Město má také univerzitu a zoologickou zahradu. Velké množství přistěhovalců z venkova žije ve slumech, míra nezaměstnanosti v metropoli se odhaduje na čtyřicet procent.
Dopravní spojení zajišťuje mimo jiné mezinárodní letiště Bole a železniční trať do Džibuti. Jako v jediném městě v celé Africe je zde vybudován systém lehkého metra, jímž se zařazuje mezi pouze pět afrických měst s provozem metra. 
Město je známé rovněž pod původním oromským názvem Finfinne (Horký pramen).

## Slavní rodáci
- Wilfred Thesiger (1910–2003), anglický cestovatel, fotograf a diplomat[6]
- Sahle-Work Zewdeová (* 1950), etiopská politička, od roku 2018 úřadující prezidentka Etiopie[7]
- Julie Mehretuová (* 1970), americko-etiopská malířka a grafička[8]
- Liya Kebedeová (* 1978), etiopská topmodelka a herečka[9]
- Ruth Negga (* 1982), etiopsko-irská herečka[10]
- Elvan Abeylegesseová (* 1982), bývalá etiopská atletka, běžkyně na dlouhé tratě reprezentující Turecko[11]
- Kalkidan Gezahegneová (* 1991), etiopská atletka, běžkyně na středně dlouhé a dlouhé tratě reprezentující Bahrajn[12]

## Partnerská města
- Beerševa, Izrael
- Peking, Čína
- Lipsko, Německo (od prosince 2004)